# Maternus Cholinus
Maternus Cholinus (Colonia, 1525 – 1588) è stato un tipografo e editore tedesco.
Lavorò a Colonia dove pubblicò circa 250 opere tra il 1555 e la sua morte. Sposò Cordula Siltars dalla quale ebbe nove figli. Uno di questi, Goswin Cholinus (1583-1606), proseguì la sua attività.

## Biografia
Profondamente cattolico, Cholinus fu attraverso la sua attività editoriale un campione del cattolicesimo controriformista. Intrattenne relazioni strette con i gesuiti di Colonia. Pietro Canisio lo lodò come un uomo affidabile e devoto al Cattolicesimo e gli fece ottenere, nel 1560, un privilegio imperiale di stampa della durata di dieci anni a protezione delle sue edizioni contro le contraffazioni e le ristampe. Cholinus fu anche in stretto contatto con il cardinale Osio, vescovo di Varmia, e nel 1584 pubblicò l'edizione completa delle sue opere. Dal 1555, anno in cui cominciò a stampare, fino alla morte, Cholinus pubblicò circa 250 opere di vario contenuto, diventando uno dei più importanti editori e stampatori della Germania del XVI secolo. La sua produzione comprende edizioni dei Padri, opere canonistiche ed esegetiche, sermoni e libri liturgici, opuscoli contro la Riforma, catechismi, tra i quali la prima edizione del Piccolo Catechismo di Pietro Canisio, e opere di studiosi cattolici contemporanei.

## Pubblicazioni (selezione)
- (LA, HE) Johann Isaak Levita, רוח החן Physica hebraea Rabbi Aben Tybbon, ut fertur quae רוח החן hoc est Spiritus gratiae, inscribitur, nunc primum edita & latina facta a Joanne Isaac Levita, Germano auctore, Coloniae, Apud Maternum Cholinum, 1555. URL consultato il 25 maggio 2019.
- (LA) Pseudo-Egesippo, Hegesippi scriptoris grauissimi De bello Iudaico, et urbis Hierosolymitanae excidio, libri quinq[ue] : accesserunt nunc primùm annotationes, quibus ab innumeris mendis auctor uindicatur, obscuriora loca commodè explicantur, ac scholijs illustrantur, Coloniae, Apud Maternum Cholinum, 1559. URL consultato il 25 maggio 2019.
- (LA) Rainer Gemma Frisio, Arithmeticae practicae methodvs facilis, Coloniae, Apud Maternum Cholinum, 1564. URL consultato il 25 maggio 2019.
- (LA) Bartolomeo Platina e Onofrio Panvinio, Historia B. Platinae De Vitis Pontificvm Romanorvm: A. D. N. Iesv Christo Vsqve Ad Pavlvm II. Venetvm, Papam Longe Qvam Antea Emendatior, Doctissimarvmqve Annotationvm Onvphrii Panuinij accessione nunc illustrior reddita. Cvi, Eivsdem ONvphrii Accvrata Atqve Fideli Opera, reliquorum quoq[ue] Pontificum Vitae, vsq[ue] ad Pivm V. Pontificem Max. nunc recens adiunctae sunt, Coloniae, Apud Maternum Cholinum, 1568. URL consultato il 25 maggio 2019.
- (LA) Wilhelmus Lindanus, Panoplia evangelica sive de verbo Dei evangelico libri V (etc.) ... tribusque stromatum libris auctior (etc.), Köln, Apud Maternum Cholinum, 1575. URL consultato il 25 maggio 2019.
- (LA) Jacob van Middendorp, Academiarum universi terrarum orbis libri tres : nunc recens locupletati & recogniti, Coloniae, Apud Maternum Cholinum, 1583. URL consultato il 25 maggio 2019.